# Apeadeiro de Padredo
O Apeadeiro de Padredo foi uma gare da Linha do Tâmega, que servia a povoação de Padredo, no concelho de Celorico de Basto, em Portugal.

## História
Esta interface situava-se no troço entre as estações de Celorico de Basto e Arco de Baúlhe, que foi inaugurado em 15 de Janeiro de 1949, pela Companhia dos Caminhos de Ferro Portugueses. Para a cerimónia, foi organizado um comboio especial, que foi recebido pelo povo quando passou pelo apeadeiro de Padredo.
Devido à reduzida procura, o lanço entre Arco de Baúlhe e Amarante foi encerrado em 2 de Janeiro de 1990, pela empresa Caminhos de Ferro Portugueses.